# Шалатовський Вадим Володимирович
Вади́м Володи́мирович Шалато́вський (5 березня 1983 — 5 вересня 2014) — старший солдат 24-го батальйону територіальної оборони «Айдар» Збройних сил України, учасник російсько-української війни.

## Життєпис
Народився 1983 року в селі Ладиги (Старокостянтинівський район, Хмельницька область); закінчив школу села Пасічна. Проживав у місті Хмельницький, займався спортом. Строкову службу проходив у повітряно-десантних військах. Закінчив Балинське ВПТУ за спеціальністю «водій-машиніст».
Активний учасник Революції Гідності; зазнав поранення біля Хмельницького управління СБУ у лютому 2014 року. Під час другої хвилі мобілізації облишив свій бізнес та пішов на фронт.
Старший солдат, боєць 24-го батальйону територіальної оборони «Айдар».
5 вересня 2014-го зник безвісти під час бою з російськими диверсантами, які напали на бійців 2-ї роти батальйону із засідки поблизу села Весела Гора. Бійці на двох машинах під'їхали до блокпоста — на ньому майорів український прапор. Командир групи вийшов з машини, терористи відкрили вогонь. Прострелено бензобак, одна з автівок вибухнула.
Був похований 1 жовтня 2014-го в Старобільську як невідомий Герой. Імена загиблих айдарівців назвав їх бойовий товариш.
Упізнаний за експертизою ДНК у березні 2015 року, старобільські волонтери зібрали кошти на цинкову труну, щоб доставити Вадима до Хмельницького. 25 березня 2015 року з Вадимом попрощались у Києві на Майдані Незалежності, 26 березня — в Хмельницькому.
Перепохований у Хмельницькому на Алеї Слави кладовища, мікрорайон Ракове.
Без Вадима лишились дружина, син та донька.

## Нагороди та вшанування
За особисту мужність і героїзм, виявлені у захисті державного суверенітету та територіальної цілісності України, вірність військовій присязі під час російсько-української війни, відзначений — нагороджений
- 25 грудня 2015 року — орденом «За мужність» III ступеня (посмертно)[1]
- нагороджений нагрудним знаком «За оборону Луганського аеропорту» (посмертно)
- Почесною відзнакою міської громади «Мужність і відвага» жителів міста Хмельницького (посмертно)
- медаллю «За хоробрість в бою» від ГО «Луганська обласна спілка ветеранів АТО» (посмертно)[2]
- рішенням Хмельницької міської ради присвоєно звання «Почесний громадянин міста Хмельницького» (посмертно)
- Його портрет розміщений на меморіалі «Стіна пам'яті полеглих за Україну» у Києві: секція 4, ряд 10, місце 9
- Вшановується в меморіальному комплексі «Зала пам'яті», в щоденному ранковому церемоніалі 5 вересня[3]